# Siedliska (powiat rzeszowski)
Siedliska – wieś w Polsce, położona w województwie podkarpackim, w powiecie rzeszowskim, w gminie Lubenia.
Miejscowość jest siedzibą parafii św. Józefa, należącej do dekanatu Tyczyn, diecezji rzeszowskiej.
Siedliska to wieś położona 14 km na południowy wschód od Rzeszowa, nad rzeką Wisłok, na skraju Pogórza Dynowskiego. Graniczy z Budziwojem od wschodu, z Lubenią od południa i południowego wschodu, a od zachodu z Babicą, Zarzeczem i Lutoryżem. Od strony zachodniej granicę wyznacza Wisłok, który dawniej często zmieniał koryto, co potwierdza skrawek terenu Siedlisk po drugiej stronie rzeki. W latach 20. XX wieku rozpoczęto regulację Wisłoka, zabezpieczając brzegi wykopami i tamami.
Wieś składa się z kilku przysiółków: „Koniec” od strony Budziwoja, „Odedwór” w centrum, „Głęboka” wzdłuż drogi (nazwa pochodzi od głębokiej wody na Wisłoku), „Smolna” zbudowany po 1890 roku, „Debrza” na wzgórzach, „Jawcza” na wschód oraz „Broniakówka” od strony Budziwoja i Przylasku. Teren jest zróżnicowany – 2/3 to obszar nizinny, natomiast na południu dominują wzniesienia z jarami i potokami. Wisłok leży na wysokości 200 m n.p.m., a najwyższy punkt w przysiółku Broniakówka ma 346 m n.p.m.
| SIMC    | Nazwa       | Rodzaj    |
| ------- | ----------- | --------- |
| 0654316 | Broniakówka | część wsi |
| 0654322 | Debrza      | część wsi |
| 0654339 | Głęboka     | część wsi |
| 0654345 | Jawcza      | część wsi |
| 0654351 | Koniec      | część wsi |
| 0654368 | Odedwór     | część wsi |
| 0654374 | Płonina     | część wsi |
| 0654380 | Różanka     | część wsi |
| 0654397 | Smolna      | część wsi |

## Historia wsi
Pierwsza informacja o Siedliskach pochodzi z 1423 roku, gdy król Władysław Jagiełło przekazał wieś czeskiemu rycerzowi Janowi z Jicina. Jednak liczne znaleziska archeologiczne wskazują na wcześniejsze osadnictwo, sięgające neolitu oraz okresu kultury łużyckiej. W średniowieczu osadnictwo koncentrowało się wokół grodu w pobliskiej Lubeni.
Na terenie wsi znajdował się folwark należący do majątku tyczyńskiego, który na przestrzeni wieków przechodził w ręce różnych właścicieli, m.in. Bileckich, Branieckich, Opalińskich, Wodzickich i Uznańskich. W XVIII wieku mieszkańcy wsi pracowali na folwarku, odrabiając pańszczyznę, która została zniesiona w 1848 roku. W XIX wieku Siedliska miały 235 domów i 1137 mieszkańców, w tym 48 Żydów. Na terenie folwarku funkcjonowały piece do wypalania gipsu, który wydobywano w przysiółku Broniakówka aż do krótko po II wojnie światowej.
W Siedliskach istniała prywatna szkoła już od 1856 roku. Kolejny budynek szkolny powstał w 1898 roku, a nową szkołę wybudowano w latach 1963-68, gdzie obecnie mieści się Publiczne Gimnazjum. W 1909 roku założono pierwsze Kółko Rolnicze oraz Straż Ogniową.
25 czerwca 1943 Budziwój i Siedliska zostały otoczone przez oddziały żandarmerii i policji niemieckiej. Zgromadzili około 150 mężczyzn z obu wsi. Po przeprowadzeniu śledztwa, które miało na celu przyznanie się do działalności w ruchu oporu, zamordowano 9 osób. Ciała ofiar pochowano na cmentarzu w Lubieni. Po wojnie zbrodnię upamiętniono obeliskiem we wsi Budziwój.
Przed II wojną światową Siedliska należały do gminy Tyczyn, potem do Zarzecza, a od 1972 roku do gminy Lubenia. Okres powojenny przyniósł rozwój infrastruktury: w 1951 roku zbudowano most na Wisłoku, w 1952 Dom Ludowy, w 1954 Remizę Strażacką, a w 1962 roku drogę asfaltową. W 1964 roku powstała pierwsza Publiczna Biblioteka. Budowę kościoła rozpoczęto w 1979 roku, a zakończono w 1981, tworząc samodzielną parafię w Siedliskach.
W latach 1975–1998 miejscowość należała administracyjnie do województwa rzeszowskiego.

## Związani z Siedliskami
- Stanisław Gliwa (ur. 26 marca 1910 w Siedliskach, zm. 7 lipca 1986 w Londynie) – artysta-drukarz, linorytnik, właściciel wydawnictwa „Officina Typographica”.
- Józef Kowalski SDB (ur. 13 marca 1911 w Siedliskach, zm. 4 lipca 1942 w Auschwitz) – polski ksiądz katolicki, błogosławiony Kościoła katolickiego.
- Józef Lassota (ur. 24 października 1943 w Siedliskach) – polski polityk, samorządowiec, inżynier mechanik, od 1992 do 1998 prezydent Krakowa, poseł na Sejm III i VII kadencji, działacz sportowy.
- Zdzisław Myrda (ur. 29 stycznia 1951 w Siedliskach, zm.  6 lipca 2020 tamże) – polski trener i koszykarz, reprezentant kraju, olimpijczyk[9].
- Aleksander Bielenda (ur. 15 kwietnia 1954 w Lubaczowie) – profesor historii, napisał wiele książek o Lubeni oraz książkę o Siedliskach „Siedliska. Opisanie dziejów wsi nad Wisłokiem” [7].